# Brookfield (Nueva York)
Brookfield es un pueblo ubicado en el condado de Madison en el estado estadounidense de Nueva York. En el año 2000 tenía una población de 2,403 habitantes y una densidad poblacional de 12 personas por km².

## Geografía
Brookfield se encuentra ubicado en las coordenadas 42°48′16″N 75°20′41″O / 42.80444, -75.34472.

## Demografía
Según la Oficina del Censo en 2000 los ingresos medios por hogar en la localidad eran de $31,000 y los ingresos medios por familia eran $35,000. Los hombres tenían unos ingresos medios de $26,462 frente a los $19,226 para las mujeres. La renta per cápita para la localidad era de $13,719. Alrededor del 13.9% de la población estaban por debajo del umbral de pobreza.